# Hoogspringen (overig)
Ook bij andere sporten dan atletiek komt het hoogspringen als een aparte discipline voor. Voorbeelden daarvan zijn het motorcrosssen en het skateboarden.

## Motorcross
Deze discipline is ontstaan als variatie op de indoor stationcross.
Hierbij neemt de motorcrosser een 'aanloop', waarna hij/zij met motor en al via een zeer steile schans over een ligger moet springen en dan ook weer goed moet landen op een eveneens zeer schuine helling. De te bereiken hoogte ligt op ruim 8 meter.

## Skateboarden

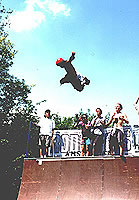
Steve Caballero, arial, Amsterdam 1989

Het skateboarden kent een aantal technieken, die soms worden toegepast tijdens wedstrijden.
- Vlakke grond

De eerste techniek is om met een skateboard een niet te snelle 'aanloop' te maken, over een ligger of over een koord te springen en dan weer op het skateboard te landen. De Tsjech Ludek Vasa is hierin jarenlang een meester geweest met sprongen van ruim 1 meter.
In Parijs kon een skateboarder (José DeMatos) over een auto (cabriolet) heenspringen.
Een andere techniek is om met het skateboard en al een sprong te maken (een zogenaamde ollie) en dan over ander boards te springen. Het record staat op ongeveer 1,25m.
- In een baan

Boven in de verticale half-pipe of bowl kan een arial worden gemaakt, waarbij de skateboarder het board vasthoudt en dan zo hoog mogelijk boven de baan uit springt en er daarna weer in landt. Het is ook mogelijk om dit zonder handen te doen via de ollie. De te bereiken hoogtes kunnen respectievelijk ruim 2 meter en ongeveer 1 meter zijn.